# Ostatnie Skałki
Ostatnie Skałki, Samotne Skały – skały w Dolinie Kobylańskiej na Wyżynie Olkuskiej. Znajdują się w lesie, w orograficznie lewych zboczach północnej części doliny, nieco powyżej miejsca, w którym idący dnem doliny szlak turystyczny z Kobylan opuszcza las i wychodzi na pola uprawne Będkowic. Ostatnie Skałki znajdują się w odległości około 50 m od granicy lasu i pól uprawnych i ze szlaku turystycznego są niewidoczne. Znajdują się w granicach wsi Będkowice w województwie małopolskim, w powiecie krakowskim, w gminie Wielka Wieś.
Ostatnie Skałki są obiektem wspinaczki skalnej, ich nazwę i lokalizację podaje mapa Geoportalu. Brak ich opisu w przewodniku wspinaczkowym P. Haciskiego oraz w portalu wspinaczkowym, ale ich opis i skałoplany podaje strona fundacji Wspinka. Są to dwie skały o nazwie Samotna Skała i Samotny Murek. Staraniem tej fundacji zostały przystosowane do wspinaczki. Zamontowano na nich stałe punkty asekuracyjne: ringi i stanowiska zjazdowe. Skały zbudowane są z wapienia, mają miejscami połogie, miejscami pionowe lub przewieszone ściany z filarami i zacięciami.

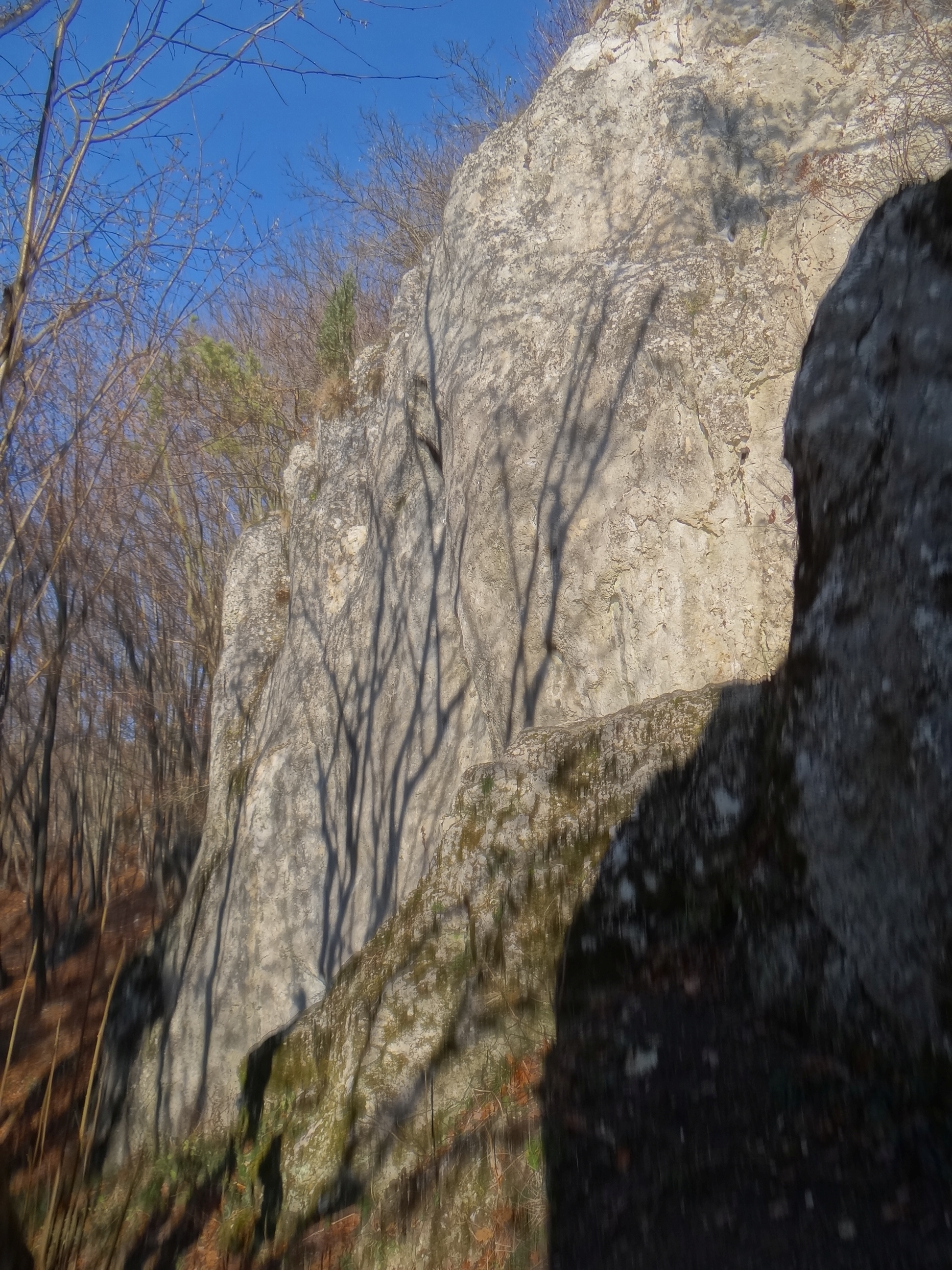
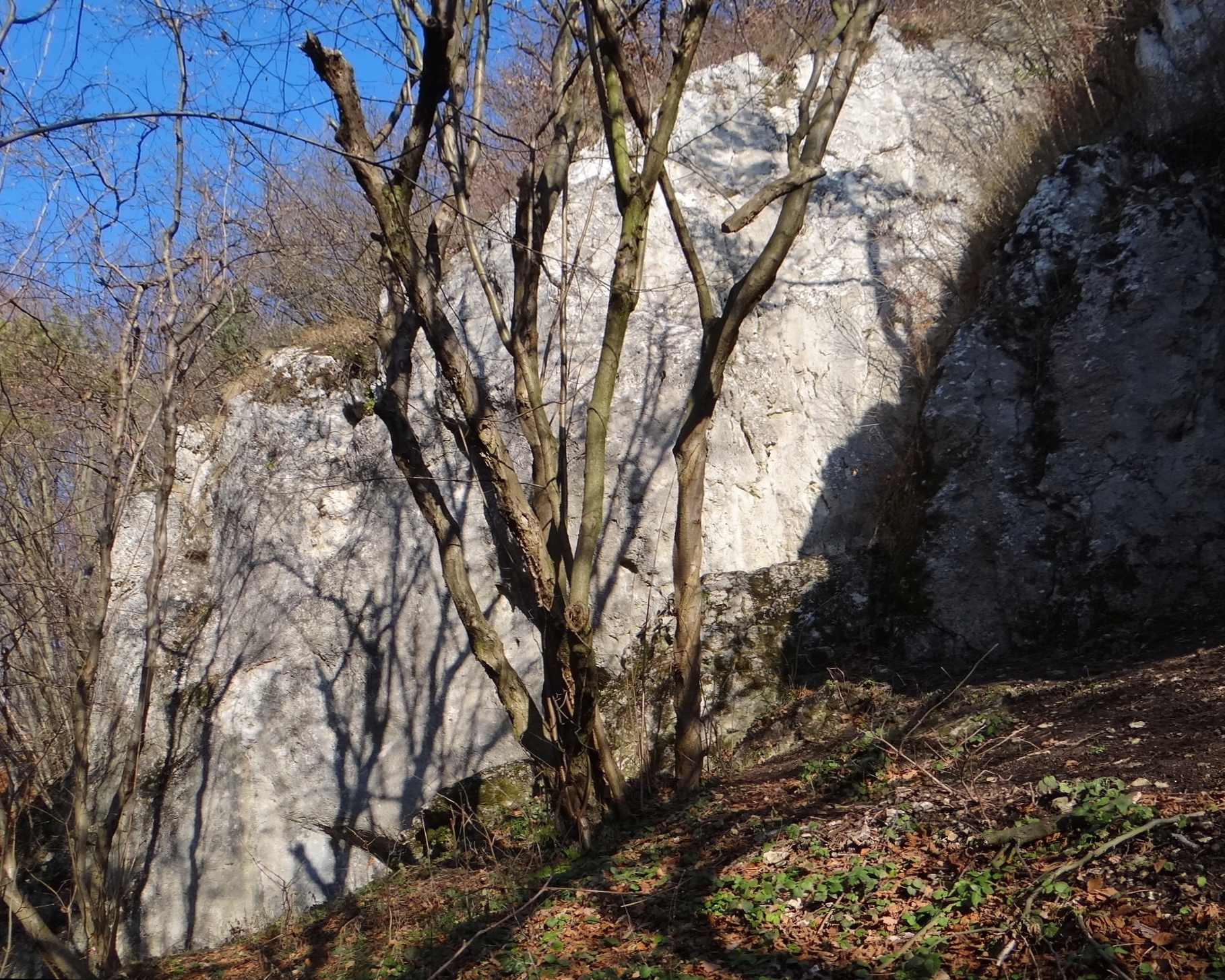
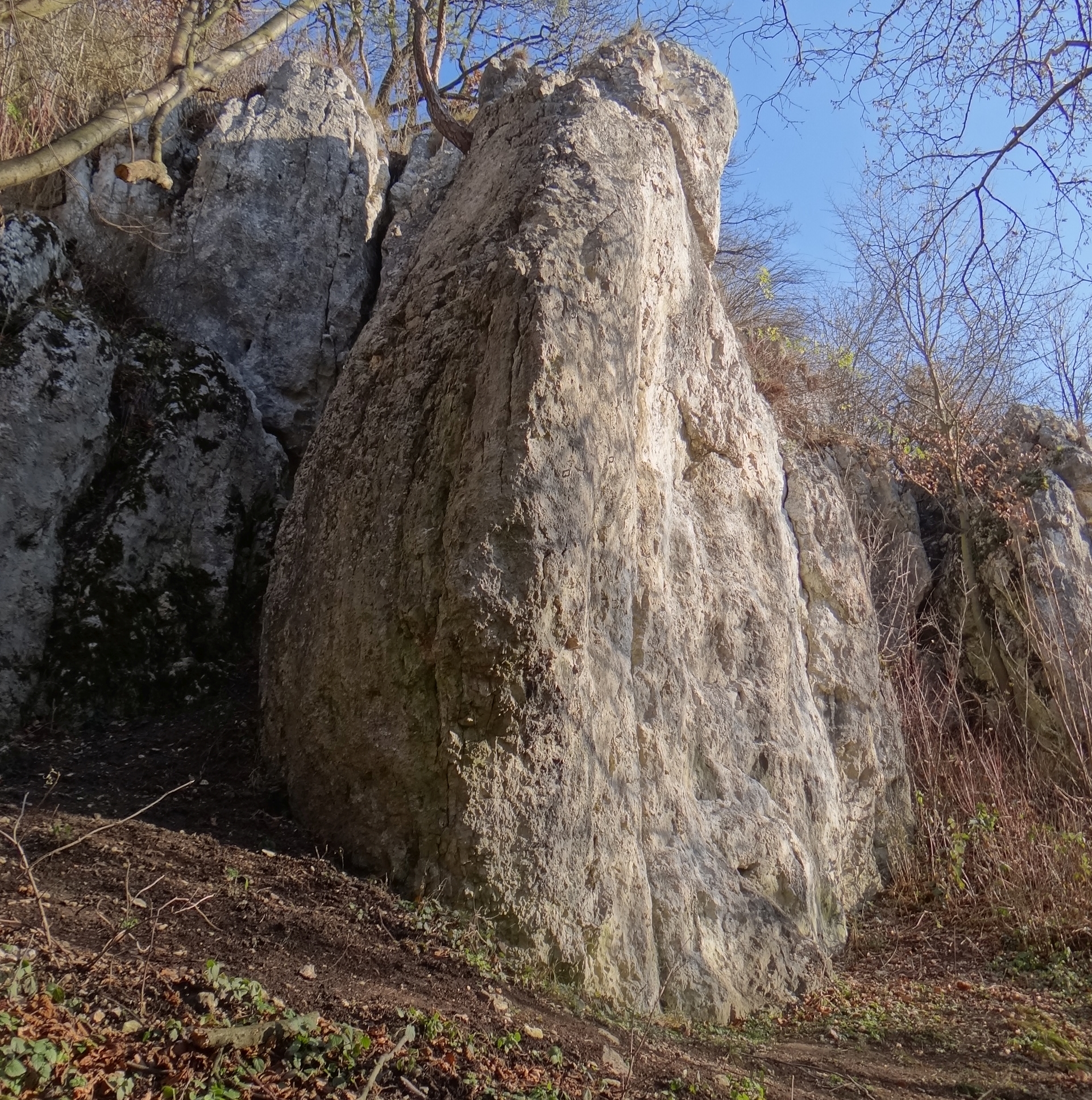
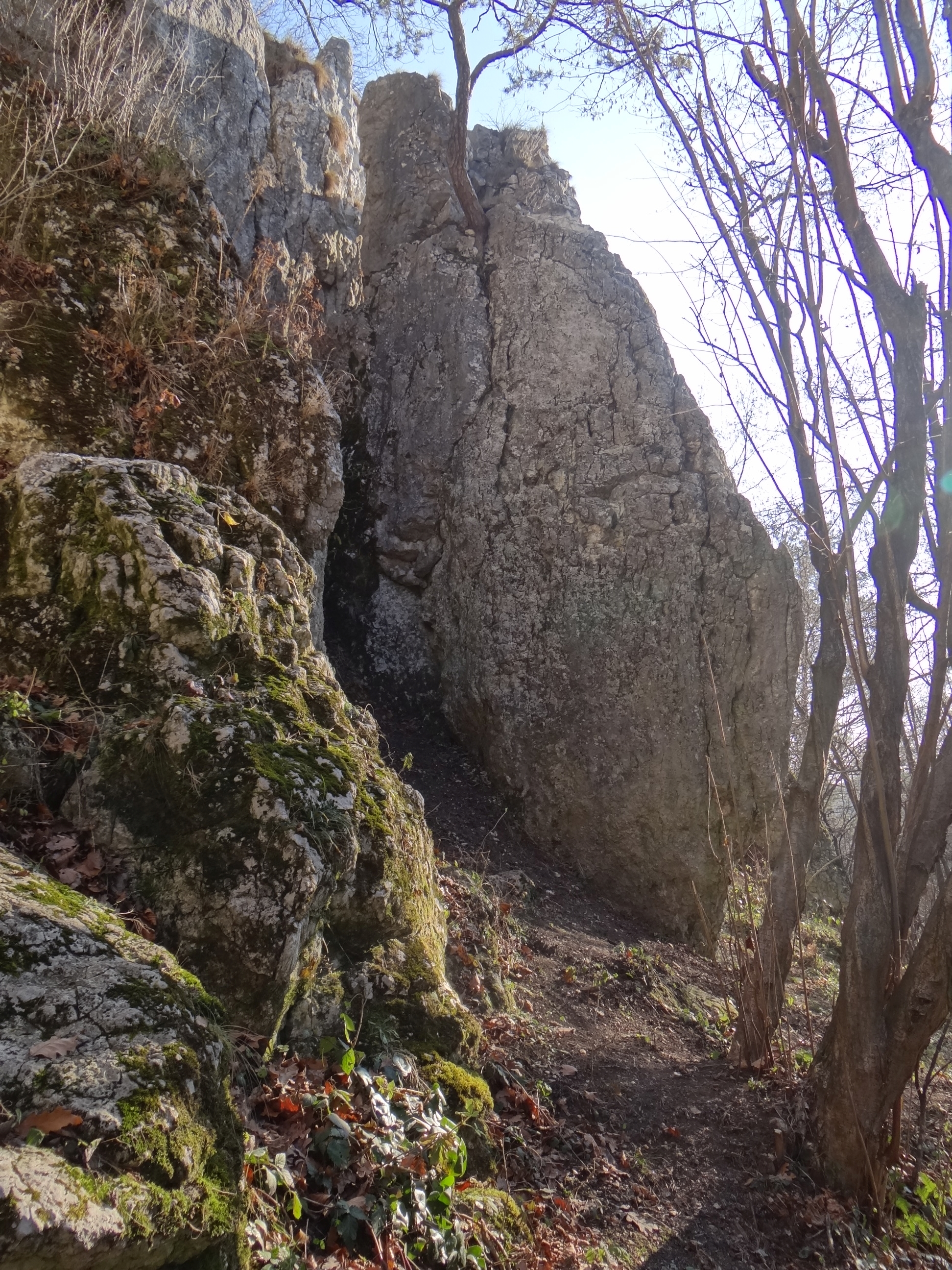
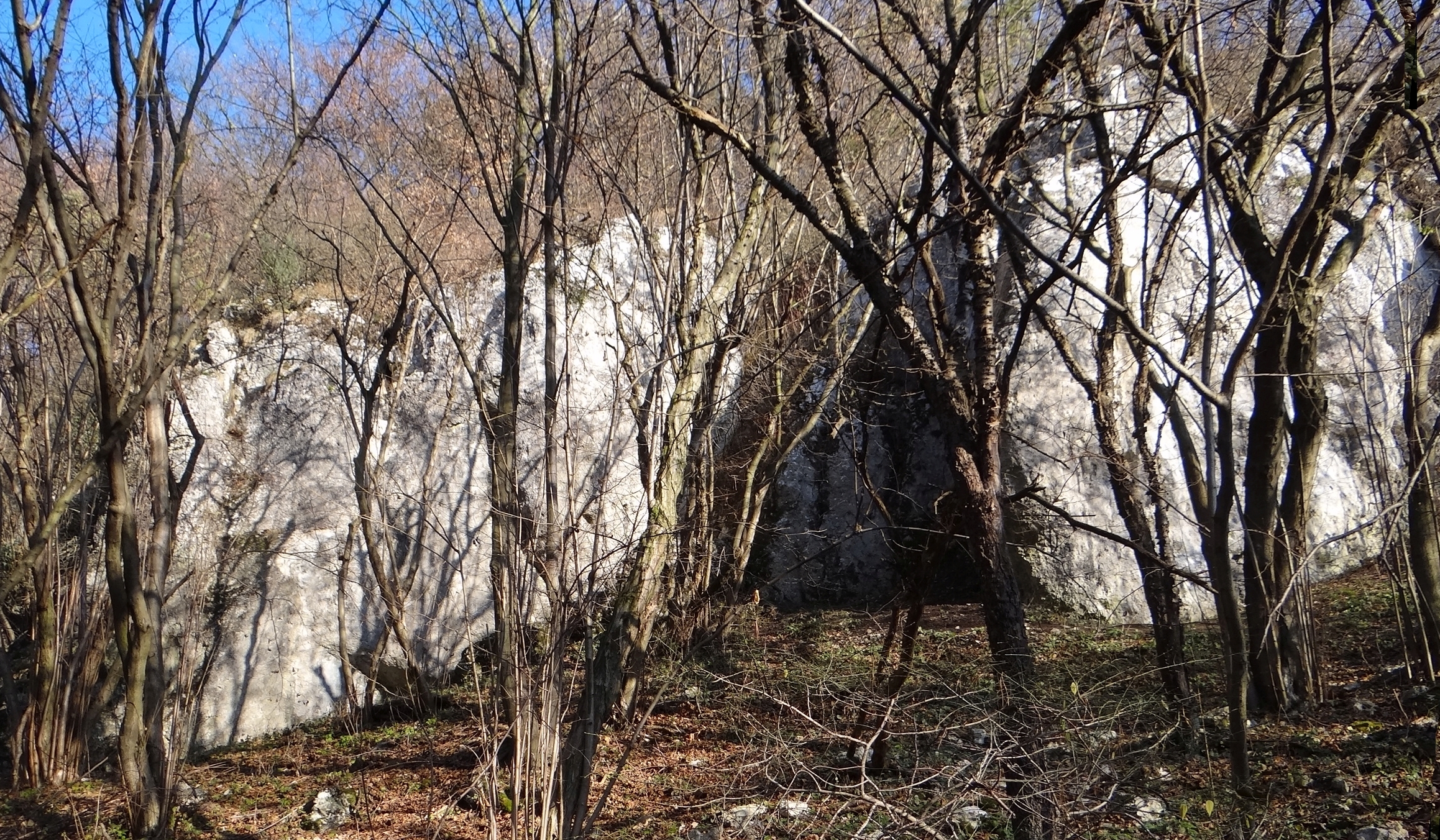